# Christopher Catrambone
Christopher Paul Catrambone (Lake Charles, agosto 1981) è un attivista statunitense, fondatore, assieme alla moglie Regina Egle Liotta in Catrambone, dell'ONG maltese Migrant Offshore Aid Station (MOAS) che, dalla sua istituzione, grazie alle proprie navi, ha portato in Italia oltre 33 000 migranti..

### Fonti giornalistiche
In ordine cronologico:
- Il milionario che soccorre i migranti in mare, su ilPost, 8 luglio 2015 (traduzione dal The Guardian).
- Emanuele Lauria, I coniugi Catambrone: "Noi, i filantropi del Mediterraneo, abbiamo salvato quattromila profughi" su Repubblica.it, 18 maggio 2015.
- Regina E. Liotta Catrambone, Svuotiamo i viaggi della morte, su Avvenire.it, 25 giugno 2016.
- Felice Manti, Si è comprata una barca: così salva donne e bambini, su IlGiornale.it, 29 agosto 2016.
- Antonio Ferrari, Con i droni salviamo i migranti. Intervista a Regina Catrambone fondatrice e direttore Moas, per CorriereTv, 13 marzo 2017.